# Pedreira de Evron
A pedreira de Evron (em hebraico:  עברון קוורי) é um sítio arqueológico localizado na planície costeira da Galiléia ocidental, Israel. Descobertas arqueológicas, ferramentas de pedra e ossos de animais fósseis de inúmeras espécies foram feitos lá a partir da extração de areia e arenito, que foram interpretados como evidência de que animais capturados por Homo erectus há pelo menos 780.000 anos foram lá dissecados. Pesquisadores encontram sinais não visuais de fogo que datam de pelo menos 800.000 anos, uma das primeiras indicações conhecidas do uso do fogo.

## História
Este sítio arqueológico a céu aberto que foi descoberto pela primeira vez em meados da década de 1970. Durante uma série de escavações que ocorreram na época e foram lideradas pelo Prof. Avraham Ronen, os arqueólogos cavaram 14 metros e descobriram uma grande variedade de fósseis de animais e ferramentas paleolíticas que datam entre 800.000 e 1 milhão de anos atrás, tornando-se um dos locais mais antigos de Israel.